# 毒裁者
《怒火邊界》（英語：Sicario，西班牙語發音：[si.ˈka.ɾjo]）是一部2015年美國犯罪驚悚片，由丹尼·維勒納夫執導，泰勒·謝里丹撰寫劇本，其主演包括艾蜜莉·布朗、班尼西歐·岱·托羅、喬許·布洛林、強·柏恩瑟、丹尼爾·卡盧亞及維克多·賈博。故事描述一名富有理想和原則的FBI探員被一支政府特別團隊徵召，以合作擊潰強大且殘酷的墨西哥販毒集團人士，但在進入墨西哥後所面臨的殘酷和黑暗卻是該名探員無法想像。
該片的創作靈感來自編劇謝里丹一直以來對於美墨邊界的關注及軍事的研究；他在花了四個月的時間完成初稿後開始對外銷售劇本，當製片人貝索·伊旺尼克買下後又將它交給了導演維勒納夫。感到相當有興趣的維勒納夫很快地答應擔任該片的導演。電影2014年6月底在新墨西哥州阿布奎基開始主要拍攝，大多在美國南部及韋拉克魯斯州取景。《怒火邊界》2015年5月19日在第68屆坎城影展上舉行全球首映並被選為競爭金棕櫚獎的「正式競賽片」；2015年9月18日起在美國以有限上映的方式發行，直至2015年10月2日起才在全美廣泛發行。
《怒火邊界》發行後因其劇本、導演、配樂、攝影及演員們的表現而廣受讚譽，並被多間媒體納為年度佳片；其以3000萬美元的預算在全球共獲得了8490萬美元的票房。該片在第88屆奧斯卡金像獎上入圍最佳攝影、最佳原創音樂和最佳音效剪輯，以及在第69屆英國電影學院獎上入圍最佳男配角、最佳攝影及最佳電影音樂共三項大獎。但《怒火邊界》也因對墨西哥華瑞茲城的形象塑造而引起該城市觀眾及市長的批評。續集《怒火邊界2：毒刑者》於2018年上映。

## 劇情
美國亞利桑那州錢德勒城的聯邦調查局探員凱特·梅瑟和搭檔雷吉·韋恩等人在一間疑似墨西哥毒梟的安全屋進行掃蕩時，他們發現在屋內的牆中藏有數十具腐爛的屍體。正當其他隊員在各處進行調查時，意外地在房屋的後院小屋觸發了一枚誘爆裝置而導致兩名警員遇害。事後，凱特的上司戴夫·詹寧斯推薦她加入司法部的特別聯合特遣部隊並與中央情報局秘密探員麥特·葛瑞佛合作，以逮捕為索諾拉販毒集團工作的曼努埃爾·迪亞茲副官。
在一架前往德克薩斯州艾爾帕索的私人飛機上，接受任務後的凱特遇到了麥特的搭檔——秘密行動探員亞歷山卓·吉利克。麥特的這支團隊由美國法警、緝毒局（DEA）探員和美國陸軍三角洲部隊所組成，並將前往墨西哥的華雷斯城，以將迪亞茲出色手下兼弟弟吉勒摩引渡至美國。在回程經過口岸時，該團隊與前來攔截的毒梟交戰。晚間，吉勒摩被帶到一處美國空軍基地，並在亞歷山卓以折磨的手段而得知迪亞茲打算進入隧道來走私毒品至美國；但這讓凱特開始質疑該團隊手段的合法性，以及麥特和亞歷山卓的效命對象。
之後，該團隊前往亞利桑那州的邊防站詢問被拘留的移民。未能得知任務主要目標的雷吉和凱特要求了解麥特計劃；麥特告訴他們為了破壞迪亞茲販賣毒品的交易，以致難以捉摸的索諾拉集團大毒梟福斯托·阿拉爾孔將迪亞斯召回墨西哥，只要他們跟著迪亞茲就能找到阿拉爾孔。為此，該團隊突擊了對方洗錢用的銀行，並凍結他的戶口。不認同他們非法行動的凱特打算藉由收集其紀錄，打算以合法手段逮捕毒梟。但與此同時，詹寧斯向凱特解釋了合法打擊毒梟的侷限性，並強調了麥特等人於此行動中的真正作用。
凱特對於麥特和亞歷山卓做事方式感到失望，和雷吉到亞利桑那州的一間酒吧喝酒，雷吉將凱特介紹給了朋友兼鳳凰城警察泰德認識，兩人氣氛逐漸曖昧。凱特帶著泰德回到她的公寓，但隨著兩人開始親密接觸時，凱特意識到他也為毒梟工作；當兩人展開扭打後，泰德佔了上風並打算殺死凱特，直到亞歷山卓突然現身制服泰德。亞歷山卓與麥特透露，因凱特在銀行突擊後於監視器前露臉，進而順勢將凱特作為誘餌。之後，亞歷山卓和麥特在車上刑求泰德，以要他說出為迪亞茲工作的其他警官之名字。
麥特團隊很快得知迪亞茲要被召回墨西哥，但凱特認為他們在墨西哥並沒有管轄權。麥特向凱特表明，因為中央情報局需要會同其他美國執法單位才能給予他們在美國境內合法行動的許可，凱特發現自己遭到了利用。雷吉建議凱特退出這次的任務，但不甘心的凱特堅持加入突襲隧道的行動。麥特團隊殺死了隧道中的所有人，亞歷山卓也逮到了為迪亞茲運送毒品的腐敗警察席維歐；而當凱特到達並試圖逮捕亞歷山卓時，反被亞歷山卓朝她的防彈背心開了两槍而倒地。在亞歷山卓挾持席維歐開車去追迪亞茲後，凱特回到了隧道的美國一側，要求麥特作出解釋。
麥特解釋說，他們的目的是透過恢復麥德林卡特爾的勢力從而維持業內的秩序，直到美國人停止使用古柯鹼，即是他們所希望的最佳狀況。而曾為麥德林工作的亞歷山卓則在此行動中負責暗殺阿拉爾孔。麥特還向凱特透露，亞歷山卓過去在擔任檢察官時，遭到阿拉爾孔謀殺了妻女，所以這也是亞歷山卓展開復仇的契機。
在墨西哥，亞歷山卓利用席維歐的警車追上並攔停了迪亞茲，並在殺死席維歐後迫使迪亞茲繼續開往阿拉爾孔的家。在美方衛星監控的幫助下，亞歷山卓成功抵達了阿拉爾孔的莊園；在殺了迪亞茲和所有的守衛後，亞歷山卓見到了在餐桌上用餐的阿拉爾孔一家人。亞歷山卓指控阿拉爾孔謀殺了他的家人並造成了許多的家庭的破碎，並在殺死阿拉爾孔之前還槍殺了他的妻子和兩個兒子。
任務結束後，亞歷山卓出現在凱特的公寓中，以威脅她簽下一張免責聲明的文件，來代表任務中的行動皆為合法。凱特在被槍口頂住下巴的情況下被迫簽字，並被對方建議調職到治安好的地方工作。當他離開時，凱特在露臺用手槍瞄準他；兩人在目光接觸後一會，猶豫的凱特放下了槍，使亞歷山卓轉身離去。與此同時，在諾加利斯的一個足球場上，席維歐的遺孀看著他兒子的足球比賽；賽事在開始前因槍聲而一度暫停，但賽事很快地又繼續，就像平日一樣。

## 演員
- 艾蜜莉·布朗[17]飾演凱特·梅瑟（Kate Macer）[18]：理想主義的聯邦調查局重大事件響應組探員，被長官推薦加入司法部的特別聯合特遣部隊。

在片中，理想主義的凱特被迫與無法無天的販毒集團交手，而她同時也是片中的道德指南針。該角的創作靈感來自編劇謝里丹在美國南部遇見的一名真實女警，雖然謝里丹被要求幾次改掉主角的性別，但都被他否決；因他認為基於故事的推進，該角就必須是一名女性。導演維勒納夫表示，布朗的角色代表了片中較為年輕、更有希望的一代；他也認為，雖然該片的主角是女性，可能會不受投資人的青睞，但該角若不是女性，那故事將會產生不同的結果，因此維勒納夫也相當堅持該角須由女性來擔任。在準備階段，布朗進行了三角洲部隊士兵和緝毒局探員的戰術訓練，同時也和的四名女性進行交談，並學會使自己的角色顯得害羞又笨拙，但又堅強且決不妥協。此外，布朗在片中本會拍攝一場涉及裸露的鏡頭，但她表示因「我的乳房」不同意而作罷。
- 班尼西歐·岱·托羅[23]飾演亞歷山卓·吉利克（Alejandro Gillick）[18]：特遣部隊的一員及麥特的合作者，擁有神秘的過去。

和天真的凱特相反的是，亞歷山卓一角是顯得疲倦及強硬，且他的背景故事透露得不多；該角被維勒納夫稱為「一名非常強大的角色」，而岱·托羅則被維勒納夫稱為他的缪斯。岱·托羅一直是維勒納夫對於該角的首選，甚至當岱·托羅拒絕時，維勒納夫還特地開車至該演員在洛杉磯的家中說服他。岱·托羅表示，自己雖然拍過數部關於邊境題材的電影（如2000年的《天人交戰》）並對此地區相當敏感，但他在該片中的角色對他來說卻是新鮮的。對於自己角色上的準備，他表示：「我知道發生了什麼，我和交了朋友。」在拍攝過程中，維勒納夫透露自己經常會削減岱·托羅的對白（約90至95%），因此大部分的時間都是「什麼都別說，行動！」此外，亞歷山卓原本在過境時本會在車上向凱特提及他的背景故事，但岱·托羅認為那些有過悲慘經驗的人不會在認識你的前24小時內向你公開他們的故事，所以維勒納夫將該橋段縮減並交給了麥特（布洛林的角色）來說。
- 喬許·布洛林[28]飾演麥特·葛瑞佛（Matt Graver）[18]：中央情報局探員，特遣部隊的領導者。

布洛林透露，他最初因想休息而拒絕了該片的演出，但維勒納夫說服他重新考慮，加上該片有他早已認識的布朗及攝影指導狄金斯，才讓布洛林答應接演。他起初並不瞭解自己在片中的角色定位，且私自認為該角是很油腔滑調且輕浮的，因為他想讓此成為該角的特質，這和在《疤面鬼煞手》（2010年）中的呈現截然不同。此外，布洛林對於《怒火邊界》獲得廣大成功而感到驚喜，並表示：「當我們完成它時，我對那部電影不太有自信，因為[電影]有過……一些重寫、一些調整、很多廢話及一些即興創作。預告片中有很多廢話，可能比我拍過的大多數電影都要來得多。」
- 丹尼爾·卡盧亞[32]飾演雷吉·韋恩（Reggie Wayne）[18]：緊急事件應變團隊及凱特的搭檔。

卡盧亞並未經歷複雜的試鏡過程，而是「僅發出了一捲錄音帶」就獲得了他在片中的角色；他表示：「導演打電話給我，我得到了這份工作。我記得艾蜜莉（布朗）告訴我為這個角色而擊敗了許多人。她真的很高興所發生的這一切。」而對於雷吉·韋恩一角，卡盧亞則表示：「只是一個堅強的人。且他是片中唯一擁有艾蜜莉·布朗角色的人。當她比她意識到的更深入時，他必須設法捍衛她並留意她。她不了解這些人的水準及他們使用的策略，所以他讓她回頭。他只是個讓她回頭的男人、他只是個很好的援護系統。」
- 強·柏恩瑟[35]飾演泰德（Ted）[18]：鳳凰城警察，私下為卡特爾工作。

維勒納夫的《私法爭鋒》是柏恩瑟最喜歡的2013年電影，使他想以各種方式加入《怒火邊界》。雖然柏恩瑟在片中的戲份不多，但因他是維勒納夫的忠實粉絲，所以他參與了試鏡。柏恩瑟相信在參與拍攝的三至四天中，自己學到了很多東西。
演員維克多·賈博在片中飾演戴夫·詹寧斯（Dave Jennings），為FBI長官兼凱特的上司；傑佛瑞·唐納文飾演探員兼特遣部隊的一員史提夫·福辛（Steve Forsing）；胡利奧·西薩·塞迪洛在片中飾演福斯托·阿拉爾孔（Fausto Alarcón），為索諾拉販毒集團的幕後老大兼大毒梟；貝爾納多·薩拉西諾飾演曼努埃爾·迪亞茲（Manuel Díaz）一角，為販毒集團在美國的高級代表；勞爾·楚吉羅在片中飾演拉斐爾（Rafael）一角，他現身在邊境站中與亞歷山卓的角色短暫交談；為迪亞茲運毒的墨西哥警察席維歐（Silvio）由麥斯希姆諾·赫南德茲飾演。

## 製作

### 發展
該片的發展始於2010年；當時身為演員的泰勒·謝里丹對編劇相當有興趣，並於業餘時間大多都待在《飆風不歸路》主創寇特·舒特的編劇室並在舒特身旁學習。46歲的謝里丹在退出《飆風不歸路》的演出後，決定開始踏上編劇之路。在德克薩斯州長大的謝里丹總是密切關注邊境衝突：「這是一場被我們的媒體忽視的內戰，且這令我感到氣憤。」身為「軍事狂熱分子」的他決定寫任何東西之前就不斷地在研究邊防警衛隊和中央情報局的具體情況。對於墨西哥毒品戰爭的研究，謝里丹先是在網路上搜尋並閱讀大量的文章，其中包括墨西哥作家和部落客所寫的一些悲劇文章，之後又與其部落客交談。
《怒火邊界》的初稿花了他四個月的時間；他在Gersh公司找到了一名經紀人，並讓他們開始對外銷售這份劇本，但卻遲遲沒有人想要。最後，謝里丹將劇本推薦給製片人貝索·伊旺尼克。之後，伊旺尼克又將該劇本送到了法國兼加拿大導演丹尼·維勒納夫的手中，讀過劇本的對方很快地接受了它。

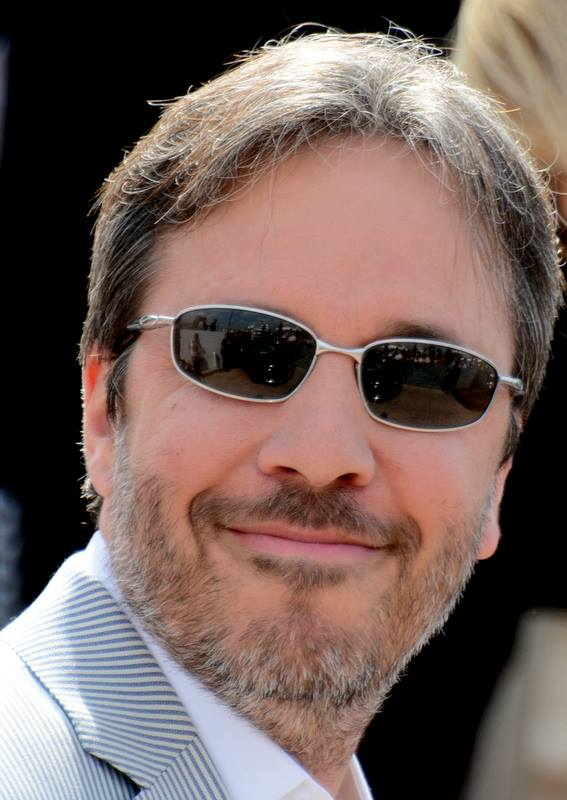
《怒火邊界》的導演丹尼·維勒納夫

2013年12月，據報導，繼《雙面危敵》後，維勒納夫的下一部導演作品就是謝里丹的美墨邊界題材犯罪劇情片《怒火邊界》。故事描述一名女警跟著兩名三角洲部隊男性深入墨西哥，以追蹤一名大毒梟，一旦他們越過邊界，迎接的是一個比他們想像中更危險和更墮落的世界。該片由黑標傳媒出資，伊旺尼克的雷霆之路影業負責製作，且伊旺尼克也會與黑標傳媒的莫莉·史密斯（Molly Smith）、薩德·拉金比爾和泰倫特·拉金比爾（Trent Luckinbill）共同擔任監製。獅門將負責該片在美國的發行。2014年5月，羅傑·狄金斯確認將擔任該片的攝影指導，他先前曾和維勒納夫在《私法爭鋒》（2013年）中合作過。
在主要拍攝前，維勒納夫沉浸於對邊境的雙重文化及控制它的政府機構的研究中，並訪問了許多FBI及DEA探員；他表示，每當自己詢問《怒火邊界》的角色所採用的一些風險更高、司法外的策略（如在華瑞茲城的祕密任務）時，他們全都守口如瓶，「每當他們說，『先生，我無法回答你的問題』時，我就知道我做對了。」

### 選角
2014年4月2日，艾蜜莉·布朗加入該片擔任主演。兩天後，班尼西歐·岱·托羅也簽約參演。強·柏恩瑟和喬許·布洛林於2014年5月加入演出；其中，柏恩瑟將在片中飾演一位名為泰德（Ted）的角色，而布朗、岱·托羅及布洛林則分別飾演女執法人員、神秘且致命的政府官員及CIA探員麥特（Matt）。其他參演的演員包括丹尼爾·卡盧亞、麥斯希姆諾·赫南德茲及傑佛瑞·唐納文；其中，唐納文將在片中飾演嚴肅的DEA探員史提夫·福辛（Steve Forsing）。

### 拍攝
電影2014年6月30日在新墨西哥州阿布奎基開始主要拍攝，並在當地僱用了共2200多名工作人員和演員；維勒納夫表示：「新墨西哥州這個位置是我在讀《怒火邊界》的劇本時所設想。」
拍攝前，該片的電影團隊在造訪華瑞茲城時卻碰上了相當危險的遭遇。那時，製片人等人租了輛白色運動型休旅車（SUV）駛入城市南部一條僻靜的道路，看見田野中有著數千個塑膠袋——這是當地黑幫或毒梟傾倒屍體的地方，這使車內勇敢的武術指導兼前陸軍士兵J·J·佩里開始變得緊張。此時，電影團隊還發現他們遭人跟蹤，這使他們及製片人們感到相當驚恐。當正式拍攝時，基於安全考量，該團隊並未在華瑞茲城拍攝，而是僅拍了這座城市的空拍景象；該片大多在美國南部及韋拉克魯斯州取景。
片中有一橋段描述主角的團隊在邊境卡關並察覺有許多人企圖發動伏擊，以帶回正在押送的囚犯；該橋段被狄金斯認為這是最難完成的部份。維勒納夫對此表示，起初他們不知道是否獲准在墨西哥城拍攝，但在拍攝結束時卻全都安然無恙，並成功獲取他們所需的鏡頭。劇組在墨西哥城花了超過五天的時間拍攝，且地點不斷地在改變；狄金斯回憶道：「丹尼斯和我愛上了這個地方，在我們拍攝的前一晚我們被告知『我們認為你可以在那裡拍攝』。」但在隔天早上，他們的請求全被否決，直到在拍攝前大約5分鐘才獲得了許可。此外，在拍攝過程中，布朗在拍完與柏恩瑟的角色搏鬥的橋段後，受到些許驚嚇的她有整整四天無法入睡。
該片和《私法爭鋒》一樣，攝影指導羅傑·狄金斯使用了阿萊Alexa來進行拍攝，且兩部片都採用了許多自然光；維勒納夫表示，這兩部片都有著「一種自然主義的作法及一種視覺上的極簡主義」。在該片有一段壓力感十足的橋段中，美國特遣隊襲擊了一處用於走私毒品的地下隧道，狄金斯和維勒納夫使用了軍方採用的兩種夜視鏡設備，其中一種為熱紅外線系統。
整體而言，五十天的拍攝進行地很順利，雖然這段期間攝製人員們經常被要求提前收工。

## 主題
導演丹尼·維勒納夫在《怒火邊界》中提出了關於現實生活的問題，以及探討暴力循環主題的想法，「非常暴力的想法且需要有這種邪惡或反邪惡，只知道暴力不會解決任何問題。知曉這點的他（班尼西歐·岱·托羅的角色）會做出一些非常值得懷疑的事情。」而編劇謝里丹則認為毒品戰爭是暴力行為的一種手段，對於毒品交易的人來說，他們故意使用暴力來作為擴展自己行業的方法，使用暴力來控制民眾是種相當有效的方式。謝里丹表示，這不僅僅是殺戮，毒品戰爭本質上是恐怖主義，為的就是一項價值數十億美元的產業。
在維勒納夫的所有電影中，維勒納夫喜歡探索那種典型的美式立場——暴力及對某種精神救贖的追求。而他將《怒火邊界》描述為「一部非常黑暗的電影、一首黑暗的詩、非常地暴力。」維勒納夫也堅持認為片中不僅僅與販毒集團有關，也包括了美國是怎麼幻想能解決超出國界的問題、發生的附帶損害，以及其合法性和道德問題，「該片涉及了理想主義和現實主義，以及兩者之間的緊張關係...它發生在墨西哥邊境，但在阿富汗或中東或非洲的各個國家它也能很輕易地成立。在北美，我們允許自己做出其他國家無法承受的事情。」
《怒火邊界》是黑暗和光明元素之間的平衡；演員喬許·布洛林也認為該片的主題相當沉重，使他在表演時會讓自己保持輕鬆的心態。而身為攝影指導的羅傑·狄金斯則表示，他對《私法爭鋒》感到很緊張，該片也同樣是個非常黑暗的主題，但能很輕易讓它成為哥德式或別的東西，但《怒火邊界》對他來說卻不會那麼緊張；狄金斯認為只是將《怒火邊界》劇本的某些方面僅當作絕對真實的，而不會去嘗試將其誇大和強調。
維勒納夫表示，《怒火邊界》的構思是於2010年正值華瑞茲城暴力事件最高峰的時期。據美國外國記者兼調查記者賽巴斯汀·羅特拉的說法，《怒火邊界》研究了美國對打擊毒品戰爭的各種層面，包括最常見的墨西哥、中美洲和南美洲的販毒集團。他認為在該片上映前的二十年來，墨西哥的非法販毒情況始終如一，而維勒納夫和編劇泰勒·謝里丹在片中所要探討的論點是——美國進行的毒品戰爭所承擔風險是「把我們變成我們試圖擊敗的怪物」。
此外，《怒火邊界》也被拿來和法蘭西斯·柯波拉電影《現代啟示錄》（1979年）作比較，前者講述的毒品戰爭相對於後者的越南戰爭；而在角色上，《怒火邊界》的亞歷山卓·吉利克和麥特·葛拉佛分別就像是《現代啟示錄》的華特·寇茲上校及威廉·吉爾戈中校（Lieutenant Colonel William Kilgore）。而片中的隧道場景則相對於《現代啟示錄》中寇茲的河流行動；對此，維勒納夫表示：「嗯，你知道，事實是，在某種程度上存在著某種聯繫（對於《現代啟示錄》）。對我來說這是一部小型戰爭電影。這部戰爭電影中的人們會用iPhone進行他們的戰爭。」

## 音樂
《怒火邊界》的電影配樂是由冰島作曲家約翰·約翰森負責編曲，他先前曾於《私法爭鋒》中和維勒納夫合作過。約翰早在《私法爭鋒》前就是維勒納夫的粉絲，特別是《烈火焚身》（2010年）。他透露，自己早在拍攝前就參與其中，如集合、搭車並參觀了他們拍攝隧道的地點和工作室；在此期間，約翰森得以瞭解電影的氛圍和感覺，以幫助他作曲。約翰在作曲時並未使用聲碼器和合成器，大多以打擊樂器及弦樂器為主；其指揮的管弦樂隊達65人。片中大部分的音樂以失真的方式呈現；如當中的直昇機葉片旋轉的劈啪聲是使用經過大量加工的打擊樂器所呈現。這股猛烈重擊的表現成為了電影反復出現的主要基調，但片中的音樂並非都令人不安，如六弦貝斯演奏家斯庫里·斯沃里森的和大提琴手的希爾杜·古茲納多提爾的，這兩首曲目都符合約翰想要的那種寧靜、懊悔及美麗。
《怒火邊界》的電影原聲帶於2015年9月18日發行數位版及實體唱片版。Collider網站的亞當·切特伍德（Adam Chitwood）將《怒火邊界》的配樂列入2015年最佳電影配樂中的第二名。
| 曲目列表 | 曲目列表         | 曲目列表 |
| 曲序     | 曲目             | 时长     |
| -------- | ---------------- | -------- |
| 1.       | Armoured Vehicle | 1:41     |
| 2.       | The Beast        | 3:13     |
| 3.       | The Border       | 2:58     |
| 4.       | Drywall          | 2:34     |
| 5.       | Explosion        | 1:06     |
| 6.       | Desert Music     | 5:07     |
| 7.       | Target           | 2:03     |
| 8.       | Convoy           | 2:57     |
| 9.       | The Bank         | 2:03     |
| 10.      | Surveillance     | 1:29     |
| 11.      | Reflection       | 1:55     |
| 12.      | Melancholia      | 4:38     |
| 13.      | Night Vision     | 3:45     |
| 14.      | Tunnel Music     | 4:40     |
| 15.      | Fausto           | 2:18     |
| 16.      | Balcony          | 1:36     |
| 17.      | Soccer Game      | 4:20     |
| 18.      | Alejandro's Song | 5:47     |
| 总时长： | 总时长：         | 54:10    |

## 發行

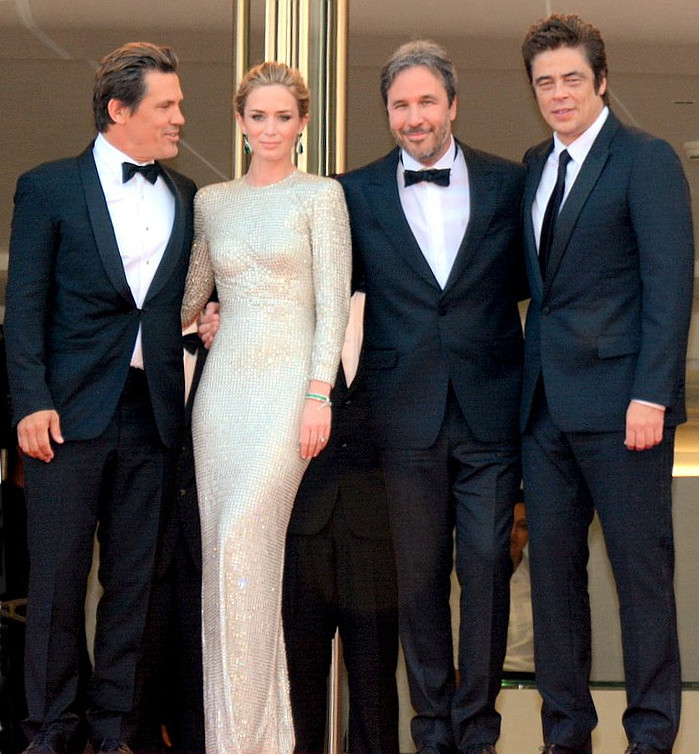
導演和主演們出席第68屆坎城影展。左起依序為喬許·布洛林、艾蜜莉·布朗、丹尼·維勒納夫及班尼西歐·岱·托羅

2014年5月，獅門買下了《怒火邊界》在美國的發行權，而獅門國際（Lionsgate International）將負責海外市場的版權銷售。2015年2月23日，獅門定於2015年9月18日在美國以有限上映的方式發行，並於2015年10月2日起才開始擴大上映。該片最先於2015年5月19日在第68屆坎城影展上進行全球首映，並列入競爭金棕櫚獎的「正式競賽片」之一。之後，該片又於2015年9月11日在多倫多國際影展的「特別展映單元」上放映。在院線發行前，《怒火邊界》於2015年9月14日在紐約市舉行美國首映。
《怒火邊界》於2015年12月22日開放線上數位租片版，且由獅門家庭娛樂公司定於2016年1月5日推出了DVD及藍光影碟組合包（包含和數位高畫質UltraViolet），而該片的4K UHD藍光組合包則於2016年3月1日發行。截至2016年1月10日，《怒火邊界》在Nielsen VideoScan公司的首週影片銷售榜上排名第一，這項調查包括了該片的、藍光影碟組合包及線上數位租片版。

## 反響

### 評價
《怒火邊界》在影評界收穫整體好評。在爛番茄網站上，該片根據283篇評論而持有92%的新鮮度，平均得分8.1／10；該網站的共識是：「在艾蜜莉·布朗和班尼西歐·岱·托羅傑出表現的引領下，《怒火邊界》可謂繃緊、緊張的驚悚片，內涵遠大於亮眼外在。」而在Metacritic網站上，該片根據48篇評論，則獲得了82分，這代表著「普遍讚譽」。據CinemaScore調查，觀眾的反響在A+至F間落於「A-」。
在坎城影展上，《好萊塢報導》的陶德·麥卡錫稱讚了《怒火邊界》各方面的技術層面，如攝影指導羅傑·狄金斯的攝影技巧，他注意到狄金斯在片中利用了許多黑色、灰色和深綠色等深色調的濾鏡，以及以專業的方式來提升緊張感和不確定感；以及作曲家約翰·約翰森利用電子低音來為關鍵場景營造出令人不安的感覺。BBC的尼可拉斯·巴伯（Nicholas Barber）從滿分五顆星中給了該片三顆星的評價，他稱讚了布朗、岱·托羅和喬許·布洛林的演出及各自的角色塑造，並將《怒火邊界》稱作是一部大膽、扎實的驚悚片。《Paste》的提姆·葛里森（Tim Grierson）稱讚了該片的導演、攝影、音樂和剪輯，同時也認為雖然泰勒·謝里丹過於直率地強調了他的主題，但他創造了一種以迷人、不可預測的方式來更動其情節，特別是在一個意想不到的時刻將焦點從一名中心角色轉移到另一名角色上。
《娛樂周刊》的克里斯·納沙瓦提（Chris Nashawaty）給了該片「A」的評價，他在評論中寫道：「透過泰勒·謝里丹的緊張和適時的的劇本，《怒火邊界》是部精彩的動作驚悚片，具有寓意電影的智慧。這則寓意為：我們是否願意屈服於規則並出賣我們的靈魂來對抗可能永遠贏不了的戰爭？在回答這個問題之前，請看一下這部片。」
《芝加哥太陽報》的李察·洛普也給了《怒火邊界》「A」的好評，並將其列為該年度最佳電影；而他也稱讚了岱·托羅的演出：「在故事的大部分中將動作戲藏於底線內，且以各式各樣的方式在少數幾個場景中開始行動，而使你顫抖——並感激看到如此美麗的黑暗成果。」《帝國雜誌》的丹·喬林（Dan Jolin）給了該片五顆星的滿分評價，稱其為「一部美麗而陰暗、鋒芒畢露的驚悚片。很簡單，這是今年最棒的電影。」而Screen Rant網站的寇夫·奧特勞（Kofi Outlaw）則給了該片4.5 / 5的正面評價並在評論中寫道：「《怒火邊界》是部扎實的犯罪類型片，透過無可挑剔的電影製片人和才華橫溢的演員來昇華成難忘且強勁的電影體驗。」
《衛報》的彼得·布萊德蕭從滿分五顆星中給了該片四顆星的評價，他稱讚了布朗、岱·托羅和布洛林在片中的演出，並表示雖然布朗的角色凱特·梅瑟令人難以信服，但演員「憑藉著出色的演出焦點和外在來掩蓋任何可能發生的荒謬。」《底特律新聞報》的亞當·葛拉罕（Adam Graham）給了《怒火邊界》「A」的好評，並在評論中寫道：「最後，它包含了一個如此強大的死亡凝視，這會讓你想對現實世界恐怖的陰暗殘暴視而不見。」《聖路易斯郵報》的卡爾文·威爾森（Calvin Wilson）給了該片3.5 / 4的正面評價，他表示：「《怒火邊界》不僅僅是另一則犯罪故事，更是最具野心的電影。」
RogerEbert.com網站的布萊恩·塔拉里科（Brian Tallerico）從滿分四顆星中給了該片三顆星的評價，除了稱讚岱·托羅的精采演技和狄金斯典型的迷人攝影外，也對維勒納夫的場面及演員調度而感到讚賞；但他也認為《怒火邊界》缺乏真正偉大的驚悚片中的緊張感，以及謝里丹的劇本存在著敘述上的問題，包括劇本沒有真正發展出所謂的主角（片中的凱特一角並不清楚她應該扮演什麼角色），也因這場毒品戰爭中的兩方都缺乏明確的領導者而顯得有些混亂。
相反地，《星期日郵報》的馬修·龐德（Matthew Bond）認為：「一部驚悚片必須要有緊張感，在情感上也得做到這點，而電影卻未能如此。」

### 票房
《怒火邊界》在美國和加拿大的總票房為4690萬美元，加上其他地區的3800萬美元收入，使全球總票房達8490萬美元，對比其製片預算的3000萬美元來說可謂成功。
在美國和加拿大，《怒火邊界》2015年9月18日起有限上映，首週從59間戲院中獲得了170萬美元。下週，擴大上映的《怒火邊界》與《絕地救援》、《走鋼索的人》同期上映並競爭，分析師預估《怒火邊界》將於該週起的擴大上映期從2500間戲院中獲得800萬至1000萬美元的票房。第一天，該片獲得了430萬美元的票房。在擴大上映（2620間戲院）的首週末，《怒火邊界》超出預期地獲得了1210萬美元的票房，位居當週票房排名第三，排在《絕地救援》和《尖叫旅社2》之後。Deadline指出，R級的《怒火邊界》有85%的觀眾超過25歲，高於上週的83%；且對於《怒火邊界》的成功，該媒體認為，除了該片本身及在坎城影展與多倫多國際影展的好評外，獅門還為《怒火邊界》製作了針對成年男性的媒體行銷，如在秋季電視和網路上的宣傳，以及電影相關的Twitter遊戲，粉絲在當中扮演著一名祕密探員。在第二個週末，該片賺取了760萬美元，和上週相比跌了38%，位居當週第五名。

### 爭議
在《怒火邊界》上映之前，墨西哥的觀眾對该片表示了譴責；華瑞茲城市長安立奎·塞拉諾·艾斯科巴呼籲市民抵制影片並曾威脅起訴其製片人「誹謗」，他認為該片將城市呈現出一種虛假和負面的形象——無法無天及令人作嘔的暴力，像是個炎熱的墨西哥地獄，且傷害了過去因此犧牲的受害者們。雖然艾斯科巴沒看過電影，但已讀了劇本的某些部分；他表示，片中描述的暴力事件在2010年左右是準確的，但城市在現今則已在恢復和平方面取得了進展，而《怒火邊界》卻忽略了這一點。艾斯科巴也在各大媒體刊登廣告以表明自己的立場。
相反地，德克薩斯州艾爾帕索的市議員彼得·史瓦茲賓（Peter Svarzbein）告訴當地媒體，該片因為呈現了邊境的現實，所以應該要「以批判的眼光」來看。而導演維勒納夫則澄清說該片並未改編自真實事件，「這只是一種預期，它可能會發生，但它仍然不是那樣。」並在給《紐約時報》的一封電子郵件中表示，《怒火邊界》是在2010年時構想的，當時的華瑞茲城更加危險；他寫道：「我們並未打算用電影來傷害華瑞茲市民，」「為和平而戰的人們值得我們尊重。」

### 獎項
《怒火邊界》除了獲得好評外也在各大影評協會入圍和贏得許多獎項，以及被多間媒體納入年度佳片行列。在第69屆英國電影學院獎上，該片入圍了最佳男配角（班尼西歐·岱·托羅）、最佳攝影及最佳電影音樂。在第88屆奧斯卡金像獎上，該片也入圍了三項大獎，包括最佳攝影、最佳原創音樂和最佳音效剪輯。

## 續集
《怒火邊界》獲得成功後，獅門打算推出續集，故事的重心放在黑暗又神秘的亞歷山卓·吉利克一角上。泰勒·謝里丹確認回歸撰寫劇本，而丹尼·維勒納夫也有望回歸參與其中。2016年4月，製片人莫莉·史密斯和泰倫特·拉金比爾表示，班尼西歐·岱·托羅和喬許·布洛林將回歸出演各自的角色。2016年6月，義大利導演斯蒂法諾·索利瑪被聘來擔任導演，而維勒納夫則因工作時程衝突而退出。電影2016年11月8日在新墨西哥州展開主要拍攝，但艾蜜莉·布朗已確認不再回歸演出。《怒火邊界2：毒刑者》2018年6月29日於美國上映，發行商改為索尼旗下的哥倫比亞影業。

## 備註
1. ↑  此單字為西班牙語，意為「刺客」，源自希伯來語中的短劍黨[13]。
2. ↑  該橋段起初還有著另一種版本——最初，亞歷山卓命令廚師帶走孩子們，然後讓阿拉爾孔做出生或死的選擇；但當對方選擇活著時，亞歷山卓仍執意要殺了他，並告訴他的妻子，「也許你能拿走他的錢、去躲起來，讓你的孩子遠離這裡。」[16]
3. ↑  該橋段起初還有著另一種版本——原本，凱特並未被強迫簽下文件，而是兩人展開一場搏鬥，並能看見凱特斷了鼻子和肋骨。之後，亞歷山卓拉開她的上衣，在檢查她的傷口的同時讓她的乳房顯露於鏡頭前。在經過布朗、岱·托羅及導演維勒納夫的討論下，該橋段最終做了更動[16]。

## 外部連結
- 官方网站
- 互联网电影数据库（IMDb）上《毒裁者》的资料（英文）
- 爛番茄上《毒裁者》的資料（英文）
- Metacritic上《毒裁者》的資料（英文）
- Box Office Mojo上《毒裁者》的資料（英文）
- 開眼電影網上《毒裁者》的資料（繁體中文）
- 豆瓣电影上《毒裁者》的資料 （简体中文）
- 时光网上《毒裁者》的資料（简体中文）